# Jerónimo Forteza Vila
Jerónimo Forteza Vila (Godella, Valencia ,1941 - Valencia, 25 de abril de 2021) fue médico español especialista en Anatomía Patológica y experto en Hematopatología.

## Biografía
Nació en 1941 en Godella (Valencia), estudió en el Colegio del Pilar de Valencia. Se licenció y doctoró cum laude y obtuvo el Premio Extraordinario en la Facultad de Medicina de la Universidad de Valencia. Durante la licenciatura fue alumno interno por oposición de la cátedra de Bioquímica y Fisiología General de la Facultad de Medicina de Valencia.
Inició su formación como post-graduado en Anatomía Patológica en la Clínica de la Concepción (Fundación Jiménez Díaz) en Madrid con Horacio Oliva y, posteriormente, realizó una estancia posdoctoral en Investigación en la Universidad de Ulm, el Instituto de Patología de Kiel y la Universidad de Heidelberg. Durante su carrera estuvo también en el Memorial Sloan Kettering Cancer Center de Nueva York y en 1997 en el Soroka Medical Center de la Universidad Ben Gurion, Berseva (Israel).
En España fue profesor agregado de Histología y Anatomía Patológica en Murcia y Jefe de Servicio de Anatomía Patológica del Hospital General de Oviedo y del Hospital Juan Canalejo (actual CHUAC) de La Coruña.
Desde 1985 hasta el 8 de abril de 2011 ocupó el puesto de jefe de servicio de Anatomía Patológica del Hospital Clínico Universitario de Santiago de Compostela, siendo también catedrático de Anatomía Patológica en la Universidad de Santiago de Compostela (USC). En el Complejo Hospitalario Universitario de Santiago de Compostela fue coordinador del Área del Cáncer del IDIS.
Desrmpeñó diversos puestos de gestión en su trayectoria profesional: director general del Hospital Juan Canalejo de La Coruña (CHUAC), director de docencia e investigación del Hospital General de Galicia y vicedecano de la Facultad de Medicina de la USC.
Con más de 250 publicaciones científicas, dirigió varias tesis doctorales y fue investigador principal en proyectos de investigación competitivos y de infraestructura. Incorporó en su momento nuevas metodologías como microscopía electrónica e inmunohistoquímica, genética molecular y gestión de biobancos en diversos servicios que ha dirigido.
Fue miembro fundador del Club Español de Linfomas de la Sociedad Española de Anatomía Patológica, y académico electo de la Real Academia de Medicina y Cirugía de Galicia.